# Ponte Maria Pia
Il ponte Maria Pia è un ardito ponte ad arco in ferro, che varca il fiume Douro alla periferia della città portoghese di Porto.
Dedicato a Maria Pia di Savoia, regina del Portogallo, fu progettato dall'ingegnere francese Gustave Eiffel dal 1875 al 1877, di cui costituisce, insieme al viadotto di Garabit, di poco posteriore, uno dei ponti più noti.
Pochi anni dopo il ponte Maria Pia fu preso a modello per la costruzione del vicino ponte Dom Luís I progettato dall'ingegnere Théophile Seyring, allievo di Eiffel e suo collaboratore nella costruzione del ponte Maria Pia.
Il ponte fu percorso fino al 1991 dalla linea ferroviaria del Nord e quindi sostituito dal vicino ponte de São João; attualmente è inutilizzato.